# 檀珪
檀珪，字伯玉，南朝宋官员，祖籍高平郡金乡县（今山东省金乡县）。他是檀道济兄长檀韶的孙子，父亲檀臻，字系宗，官至员外郎。
檀珪开始是沅南县令。宋后废帝元徽年间，王僧虔为吏部尚书，以檀珪为征北板行参军。檀珪向王僧虔求增加俸禄而不得，与王僧虔写信说：“我一门虽文章不如他人，只是靠勇武忝居发达。许多从姑叔，三次与皇家结姻，却使他们的子侄饿死，竟得不到恩泽。我虽为孤微，但家族是百代国士，婚姻官位，不落后他人。尚书你的同堂姊为江夏王妃，檀珪我的同堂姑为南谯王妃；尚书伯父为江州刺史，檀珪祖父也是江州刺史。我与尚书人地悬隔，至于婚姻仕宦都不殊绝。今我们通达窘困虽异，但还是和你忝居一类人，尚书为什么要为难我。”王僧虔回信：“我与足下素无怨恨，为何要为难？只是意见有不同吧。”于是任用他为安成郡丞。